# Rissajaure
Rissajaure (nordsamisk: Rissájávri; oversættes omtrent til Søen der glitrer som ild) eller Trollsjön er en klarvandet og steril fjeldsø i Kiruna kommun i Lappland, og Sveriges klareste og reneste sø med et sigtedyb helt ned til bunden på 34 meters dybde. Sigtedybet er givetvis større, men eftersom søen ikke er dybere kan det inte bekræftes.
Rissajaure ligger 815 m.o.h., længst inde i dalgangen Kärkevagge ved foden af bjergene Låktatjåkka og Vassejietnja, inddæmmet af en høj dæmning af store stenblokke. Søens udløb ligger under jorden og munder ud under stenblokkene på den anden side af dæmningen og danner bækken Kärkejokk, der fortsætter ned gennem dalen.
Rissajaure består af smeltevand fra de omgivende gletsjere. Søens overflade er frosset et godt stykke ind i sommeren og er kun isfri i tre måneder. For at komme til søen vandrer man enklest fra holdepladsen i Låkta, en vandring på omkring 5½ kilometer. Bilparkering findes ved vandrestiens begyndelse ved europavej E10.